# Mount Trail
Mount Trail är ett berg i Antarktis. Det ligger i Östantarktis. Australien gör anspråk på området. Toppen på Mount Trail är 192 meter över havet.
Terrängen runt Mount Trail är kuperad åt sydost, men åt nordväst är den platt. Havet är nära Mount Trail åt nordväst. Trakten är obefolkad. Det finns inga samhällen i närheten.